# 托克劳旗帜
托克劳旗帜，为新西兰领地托克劳的旗帜。由于托克劳是新西兰的属地，故新西兰国旗为托克劳的官方旗帜。2008年5月，当地议会通过了目前方案，并于2009年启用。

## 1989年的提案
1989年曾有另一种非官方的标志。 这面旗帜中的三颗星代表构成托克劳群岛的三个环礁。

1980年代旗帜提案